# Seznam finskih jezikoslovcev
Seznam finskih jezikoslovcev.

## A
- Erik Ahlman
- August Ahlqvist

## B
- Reinhold Becker (1788-1858)

## D
- Kai Donner
- Otto Donner

## G
- Arvid Genetz
- Carl Axel Gottlund

## H
- Auli Hakulinen
- Jussi Halla-aho

## K
- Fred Karlsson

## L
- Elias Lönnrot

## M
- J.J. Mikkola (Jooseppi Julius Mikkola) (1866 – 1946)

## P
- Teuvo Pakkala
- Asko Parpola

## R
- Gustaf John Ramstedt
- Arne Runeberg

## S
- Eemil Nestor Setälä
- Anders Johan Sjögren

## V
- Kustaa Vilkuna

## W
- Sigurd Wettenhovi-Aspa
- Kalevi Wiik